# Giornata Internazionale dei Migranti
Il 18 dicembre 1990, l'Assemblea Generale ha adottato una risoluzione sulla Convenzione internazionale sulla protezione dei diritti di tutti i lavoratori migranti e dei membri delle loro famiglie.
Ogni anno, il 18 dicembre, le Nazioni Unite, attraverso l'Organizzazione Internazionale per le Migrazioni (IOM), collegata all'ONU, utilizzano la Giornata internazionale dei migranti per evidenziare il contributo apportato dai circa 272 milioni di migranti, tra cui oltre 41 milioni di sfollati interni e le sfide che devono affrontare.
Questo evento globale, supportato da eventi organizzati dai quasi 500 uffici e sottouffici nazionali dell'OIM, nonché dai partner governativi, internazionali e della società civile nazionale, esamina un'ampia gamma di temi relativi alla migrazione, coesione sociale, dignità, sfruttamento, solidarietà per sostenere la migrazione guidata dal principio che una migrazione umana e ordinata avvantaggia i migranti e la società.